# Тренер корњача
Тренер корњача (тур. Kaplumbağa Terbiyecisi) је слика турског сликара Османа Хамди Бега. Хамдијева слика анахронистичког историјског лика који покушава да обучи корњаче обично се тумачи као сатира на споре и неефикасне покушаје реформе Османског царства.

## Опис
Слика приказује старијег човека у традиционалној османској религиозној одећи. Фигура је можда и ауто-портрет самог сликара. Анахронистичка одећа представља интродукцију феса и ширење одеће са запада, током танзиматских реформи, средином 19. века. Фигура држи традиционану неј флауту и носи накаре бубањ на леђима. Његова одећа сугерише да је можда дервиш.
Слика представља човека који покушава да "тренира" пет корњача, које га игноришу и настављају да једу лишће са пода. Изнад прозора је инскрипција: "Şifa'al-kulûp lika'al Mahbub" ("Исцељење срца је сусрет са вољеном особом").

## Историјски контекст
Сликар Осман Хамди-бег је створио слику за време велике друштвеног и политичког немира у Османском царству. Реформе које је доносио султан Абдул Хамид II обично нису биле ефикасне. Османском царству, које је и даље обухватало Балканско полуострво, делове северне Африке, Анадолију и Левант, као и Арапско полуострво, су претили како националистички покрети на својој територији, тако и од упада страних сила које ће на крају поделити царство између њих након Првог светског рата.
Иако у то време није била нашироко приказана или схваћена, слика је постигла већи значај у наредним деценијама, јер је наговестила Младотурску револуцију 1908. која је окончала директну аутократску владавину султана (на крају замењена режимом три паше након државног удара 1913) и поставила позорницу за улазак царства у Први светски рат на страни Централних сила и за његову каснију поделу.

Галерија
- Прва верзија слике, 1869.
- Друга верзија слике, 1906.